# Дружне (Запорізький район)
Дру́жне — село в Україні, у Комишуваській селищній громаді Запорізького району Запорізької області. Населення становить 22 осіб. До 2020 орган місцевого самоврядування — Новоіванівська сільська рада.

## Географія
Село Дружне знаходиться на відстані 2,5 км від села Дудникове та за 3 км від селища Калинівка. 

## Історія
7 (20) листопада 1917 року, відповідно до Третього Універсалу Української Центральної Ради, увійшло до складу Української Народної Республіки.
12 червня 2020 року, відповідно до Розпорядження Кабінету Міністрів України від № 713-р «Про визначення адміністративних центрів та затвердження територій територіальних громад Запорізької області», увійшло до складу Комишуваської селищної громади.
19 липня 2020 року, в результаті адміністративно-територіальної реформи та ліквідації Оріхівського району, селище увійшло до складу Запорізького району.